# 斯氏心咽魚
斯氏心咽魚，為輻鰭魚綱鱸形目隆頭魚亞目慈鯛科的其中一種，分布於非洲坦干伊喀湖流域，體長可達15公分，棲息在沙底質水域，生活習性不明，可作為觀賞魚。